# 赤井川駅
赤井川駅（あかいがわえき）は、北海道茅部郡森町字赤井川にある北海道旅客鉄道（JR北海道）函館本線（本線）の駅である。駅番号はH66。電報略号はアカ。事務管理コードは▲140110。

## 歴史

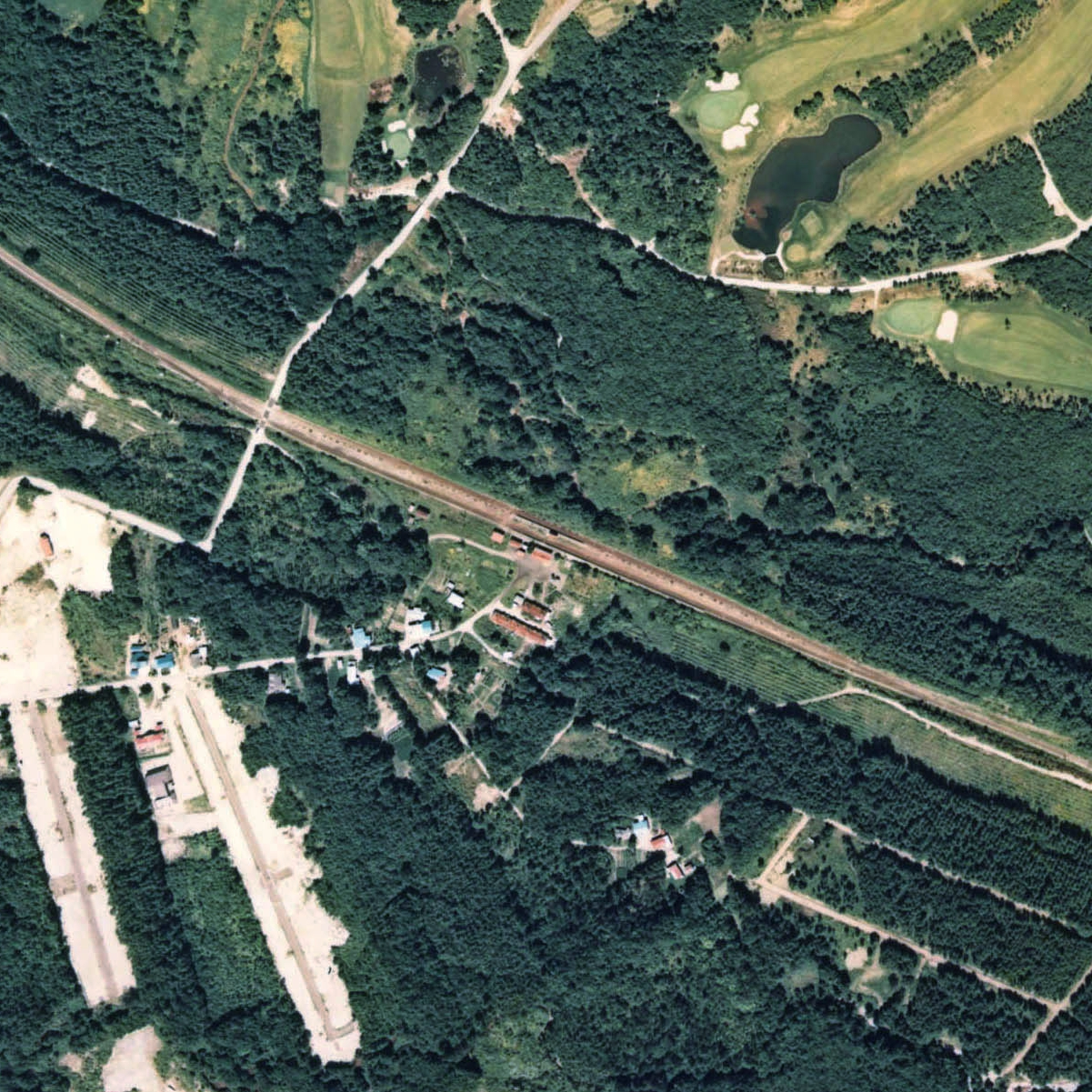
1976年の赤井川駅と周囲約750m範囲。右が函館方面。駅裏側単式ホームは待避用としているため短い。駅裏側の島状ホームの駅舎側に、かつては1線敷かれていた。この線は1948年の時点では撤去されていない。

- 1904年（明治37年）10月15日：北海道鉄道の赤井川駅として開業[3]。一般駅[3]。
- 1907年（明治40年）7月1日：北海道鉄道国有化により、国有鉄道の駅となる[3]。
- 1909年（明治42年）10月12日：国有鉄道線路名称制定に伴い、函館本線の駅となる。
- 1949年（昭和24年）6月1日：日本国有鉄道法施行に伴い、日本国有鉄道（国鉄）に継承。
- 1960年（昭和35年）5月25日：貨物扱い廃止[4]。
- 1972年（昭和47年）4月5日：荷物扱い廃止。同時に無人化[5][6]。
- 1987年（昭和62年）
  - 3月：駅舎改築[4]。
  - 4月1日：国鉄分割民営化に伴い、北海道旅客鉄道（JR北海道）の駅となる[3]。
- 2000年（平成12年）3月11日：快速「アイリス」の下り列車（函館駅発）が廃止され、普通列車のみの停車駅となる。
- 2007年（平成19年）10月1日：駅ナンバリングを実施[JR北 1]。

### 駅名の由来
所在地名より。アイヌ語の「フレペッ（hure-pet）」（赤い・川）の意訳に由来する。この附近を流れる川水が常に濁っているため、あるいは鉱物を含み赤い川となっていたという意とされる。
同じ北海道にある赤井川村とは関係がない。

## 駅構造
単式ホーム2面2線を有する地上駅。列車交換可能な交換駅となっている。単式1面1線を並べたホーム・線路・ホーム・線路の順の配線となっている。互いのホームはホーム中央部分同士を結んだ遮断機を備えた構内踏切で連絡している。そのほか安全側線を上下各1線有する。
列車は基本的に駅舎側の1番のりばから発着するが、列車の待避などに利用する場合は2番のりばから発着する。
七飯駅管理（夜間連絡先は森駅）の無人駅となっており、有人駅時代の駅舎は改築され、民家風のサイディング張りの駅舎を有する。駅舎は構内の南西側（旭川方面に向かって左側）に位置し、ホーム中央部分に接している。また、別棟にトイレを有する。

### のりば
| 番線 | 路線      | 方向 | 行先           |
| ---- | --------- | ---- | -------------- |
| 1・2 | ■函館本線 | 上り | 大沼・函館方面 |
| 1・2 | ■函館本線 | 下り | 森・長万部方面 |

- 待避列車は2番線から発車

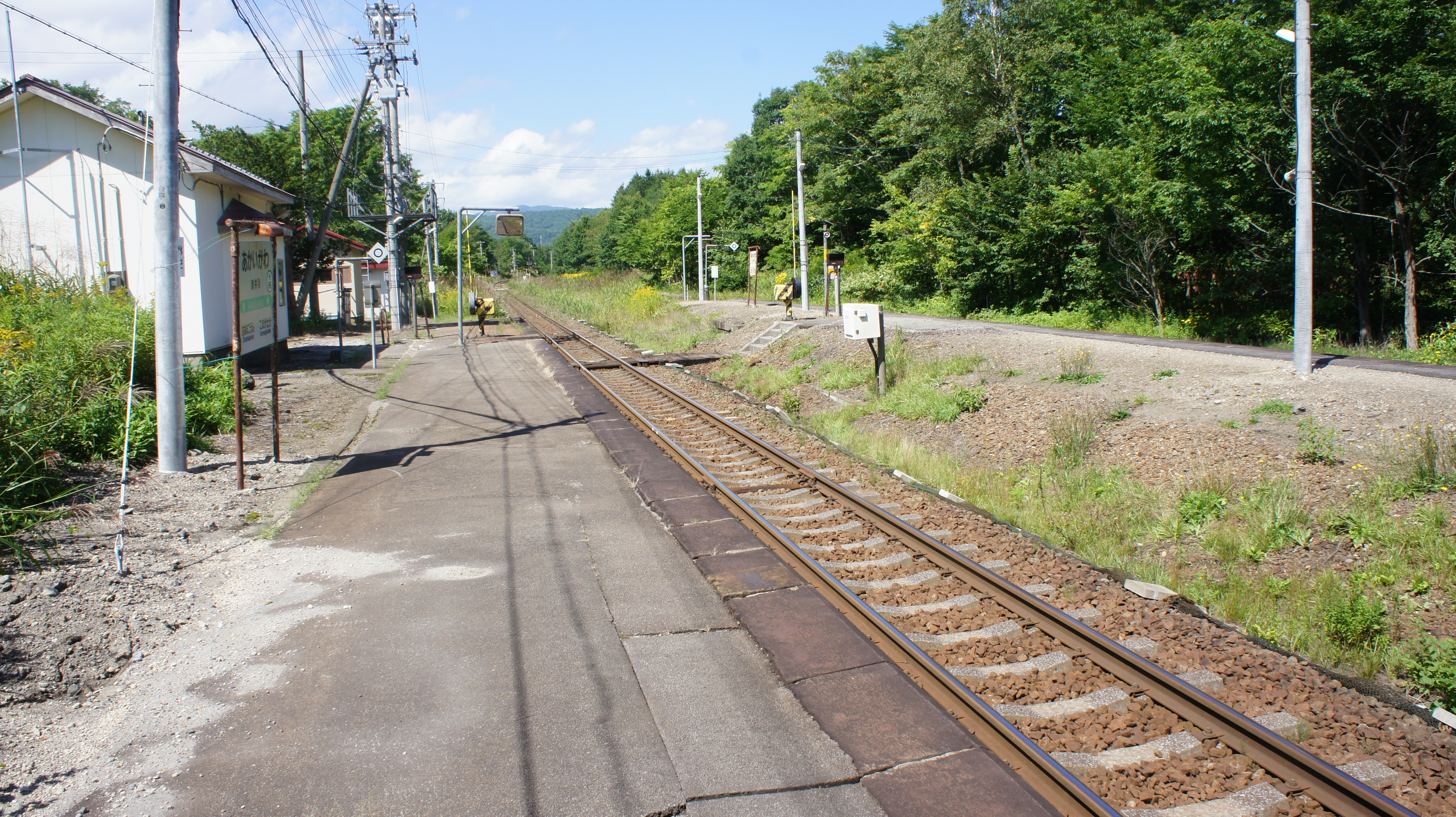
ホーム（2017年9月）
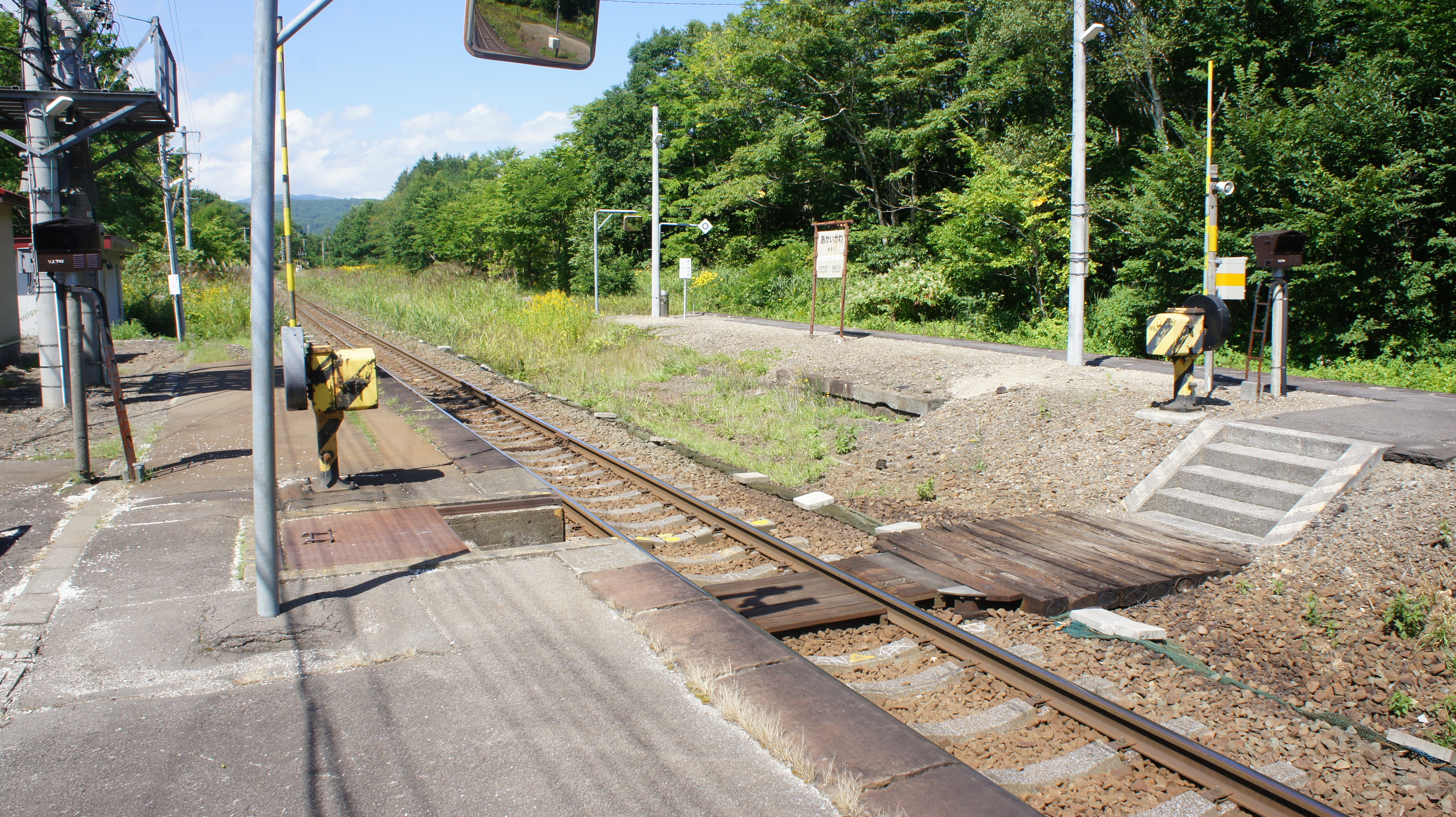
構内踏切（2017年9月）

## 利用状況
乗車人員の推移は以下の通り。年間の値のみ判明している年度は日数割で算出した参考値を括弧書きで示す。出典が「乗降人員」となっているものについては1/2とした値を括弧書きで乗車人員の欄に示し、備考欄で元の値を示す。
また、「JR調査」については、当該の年度を最終年とする過去5年間の各調査日における平均である。
| 年度               | 乗車人員（人） | 乗車人員（人） | 乗車人員（人） | 出典       | 備考                |
| 年度               | 年間           | 1日平均        | JR調査         | 出典       | 備考                |
| ------------------ | -------------- | -------------- | -------------- | ---------- | ------------------- |
| 1978年（昭和53年） |                | 33.0           |                | [ 11 ]     |                     |
| 1981年（昭和56年） |                | (13.0)         |                | [ 12 ]     | 1日乗降客数は26人。 |
| 1992年（平成4年）  |                | (18.0)         |                | [ 10 ]     | 1日乗降客数は36人。 |
| 2015年（平成27年） |                |                | 「10名以下」   | [ JR北 2 ] |                     |
| 2017年（平成29年） |                |                | 6.0            | [ 13 ]     |                     |
| 2018年（平成30年） |                |                | 5.8            | [ 14 ]     |                     |
| 2019年（令和元年） |                |                | 「10名以下」   | [ JR北 3 ] |                     |
| 2020年（令和2年）  |                |                | 「10名以下」   | [ JR北 4 ] |                     |

## 駅周辺
- 国道5号
- 北海道道843号宿野辺保養基地線
- 道央自動車道大沼公園インターチェンジ
- 大沼レイクゴルフクラブ
- 森町立赤井川小学校

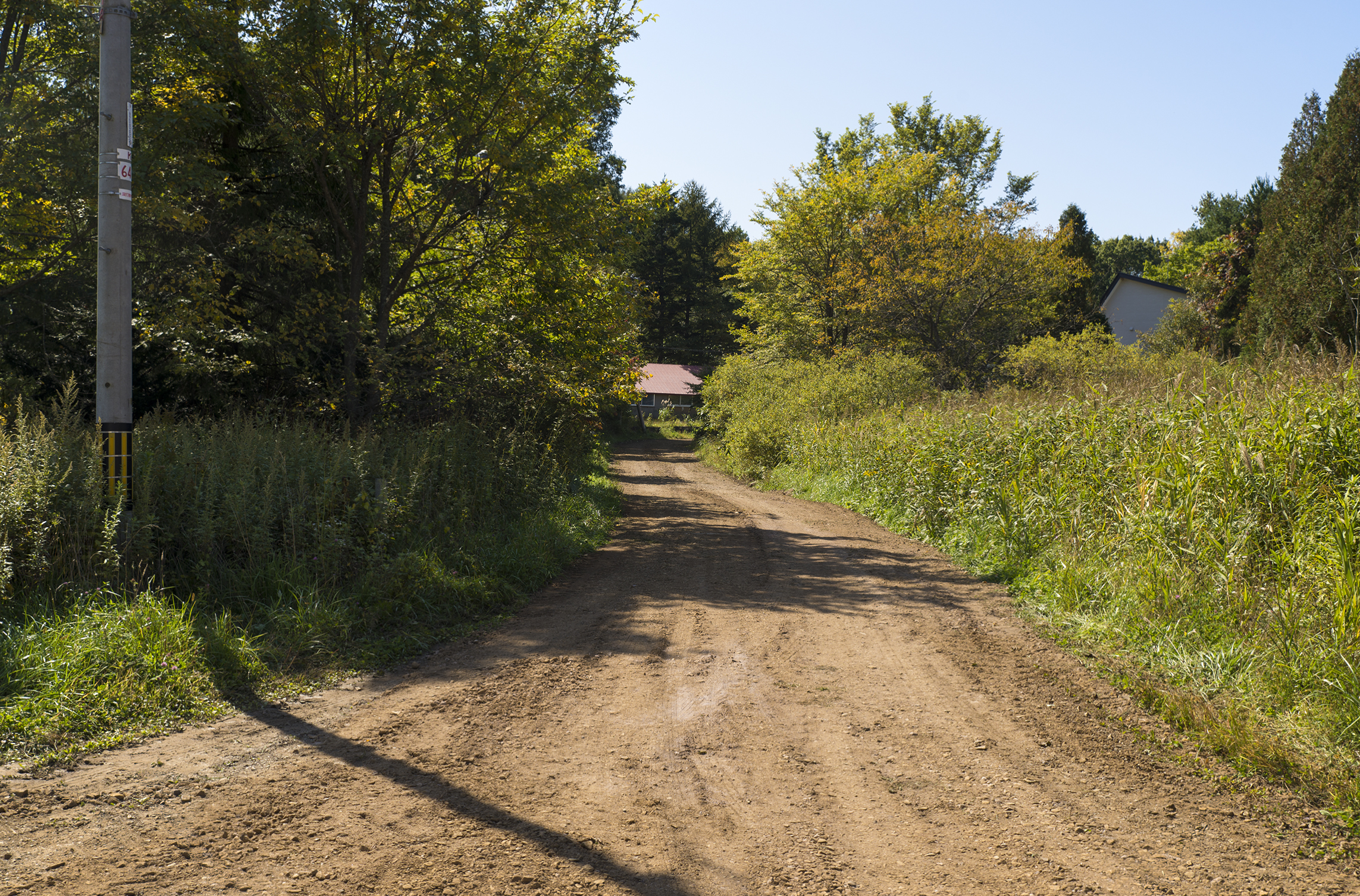
駅前風景

- 蓴菜沼 - 駅から南に約1.5km[12]。カルデラ湖。
- 円沼
- 赤井川
- 宿野辺川
- 函館バス「赤井川」停留所[15]

## 隣の駅
北海道旅客鉄道（JR北海道）
■函館本線（本線）
普通
大沼公園駅 (H67) - 赤井川駅 (H66) - 駒ヶ岳駅 (H65)